# 伊礼姫奈
伊礼 姫奈（いれい ひめな、2006年〈平成18年〉2月7日 - ）は、日本の女優。群馬県出身。2025年2月から鈍牛倶楽部所属。2020年までは根岸 姫奈（ねぎし ひめな）の名義で活動していた。

## 来歴
母親が事務所に写真を送ったことがきっかけで芸能界入り、4歳で女優活動を始める。2016年、NHKの連続テレビ小説『とと姉ちゃん』で、とと姉ちゃんの妹役としてレギュラー出演する。
2022年、これから活躍が期待される若手俳優や女優を発掘・育成を目的とした「私の卒業」プロジェクト第4期に応募者1,000名を超える応募者の中からオーディションを経て選出、映画『18歳、つむぎます』の主演に抜擢された。
2025年2月、それまで所属していたアミューズを退所し、鈍牛倶楽部への所属を発表した。

## 人物
弟がいる。
特技はマラソン、料理、和太鼓。趣味は読書、写真を撮ること。写真については、ニコンが好きで、フィルムカメラでも一眼のカメラでも撮ると語っている。
中学生時代は陸上部に所属、長距離を得意としていた。写真は、空、飼っている犬、景色などを撮ることが多い。好きなアニメは、『ジョジョの奇妙な冒険』。憧れの女優は、清原果耶とキム・テリ。マカロニえんぴつをずっと推している。
中学3年の時に気持ちを切り替えて頑張っていこうという意味で「根岸姫奈」から現在の芸名に変更しているが、「伊礼」は祖母の旧姓で沖縄の苗字で、響きがとても素敵だと語っている。

## 出演

### テレビドラマ
- ひとつ星の恋〜天才漫才師 横山やすしと妻〜（2014年11月23日・30日、NHK BSプレミアム）[14][15]
- 大河ドラマ（NHK）
  - 花燃ゆ[16] 第13回（2015年3月29日）[5] - キク 役
  - べらぼう〜蔦重栄華乃夢噺〜 第1回・第10回 （2025年1月5日・3月9日）- 二文字屋の女郎 役[17]
- 天使と悪魔-未解決事件匿名交渉課- 第8話（2015年5月29日、テレビ朝日）[18] - 成海由佳（幼少期） 役
- 守護神・ボディーガード 進藤輝4（2015年7月13日、TBS）[19] - 麻希（幼少期） 役
- おとり捜査官19（2015年9月12日、テレビ朝日）[20] - 香坂凛（幼少期） 役
- 連続テレビ小説 とと姉ちゃん（2016年4月4日 - 10月1日、NHK） - 小橋美子（少女期） 役[8][9]
- IQ246〜華麗なる事件簿〜 第2話（2016年10月23日、TBS）[21] - 亜理紗 役
- メディカルチーム レディ・ダ・ヴィンチの診断 第9・10話（2016年12月6日・13日、関西テレビ） - 藤原ひかり 役[22]
- ABUアジア子どもドラマシリーズ2017『ほんとうのともだち』（2017年7月24日、NHK Eテレ）[23]
- 監獄のお姫さま 第5話（2017年11月14日、TBS） - 若井ふたば（少女期） 役
- 写楽ホーム凸凹探偵団（2018年3月18日、テレビ朝日） - 高見千佳 役[24]
- 義母と娘のブルース 第1話（2018年7月10日、TBS）[5]
- 家政夫のミタゾノ 第5話（2019年5月17日、テレビ朝日） - 梅小路弥生 役[25]
- 青のSP―学校内警察・嶋田隆平― 第2話（2021年1月19日、関西テレビ） - 女子生徒 役
- 向こうの果て（2021年5月14日 - 7月2日、WOWOW） - 池松律子（幼少期） 役[26]
- TOKYO MER〜走る緊急救命室〜 第2話（2021年7月11日、TBS） - 足立明音 役
- 卒業式に、神谷詩子がいない 第2話（2022年3月6日、日本テレビ） - 同級生 役[27]
- ヒル Season 2 第3話（2022年4月29日、WOWOW） - 佐倉葉子（学生時代） 役
- 今度生まれたら（2022年5月8日 - 6月19日、NHK BSプレミアム） - 佐川梢 役[28]
- 世にも奇妙な物語 夏の特別編「何だかんだ銀座」（2022年6月18日、フジテレビ） - 明美 役
- 推しが武道館いってくれたら死ぬ（2022年10月9日 - 12月26日、朝日放送テレビ / テレビ朝日） - 市井舞菜 役[29]
- 大奥 第15回（2023年10月31日、NHK総合） - 祥子 役[30]
- ハイエナ 第4話 - （2023年11月10日 - 、テレビ東京） - 結希凛子（高校生時代） 役[31]
- ケの日のケケケ（2024年3月26日、NHK総合・NHK BSプレミアム4K） - 柴田キコ 役[32][33]
- 私の死体を探してください。（2024年9月4日 - 10月9日、テレビ東京） - 森林麻美（高校・大学時代） 役[34]
- 木曜ドラマ クラスメイトの女子、全員好きでした 最終話（2024年9月12日、読売テレビ・日本テレビ系） - 菫 役[35]
- D&D〜医者と刑事の捜査線〜 第2話（2024年10月25日、テレビ東京） - 伊藤真由 役[36]
- 宙わたる教室（2024年10月4日 - 12月10日、NHK総合） - 名取円佳 役[37]
- 爆上戦隊ブンブンジャー バクアゲ45（2025年1月19日、テレビ朝日） - ニコーラ・キードアー 役[38]
- イグナイト -法の無法者- 第7話（2025年5月30日、TBS） - 三浦彩音 役[39]
- 日本統一 東京編（2025年7月3日 - 、テレビ東京）[40] - 順子 役

### 配信ドラマ
- 離婚しようよ（2023年6月22日、Netflix） - 黒澤ゆい（少女期）役[1]
- EVOL (イーヴォー)（2023年11月3日 - 、DMM TV） - アカリ 役[41][42]

### ドラマ以外のテレビ番組

#### レギュラー番組
- アッ！とメディア〜 @media 〜[注 1]（2021年8月10日 - 、NHK Eテレ） - ミク 役[43][44]

#### その他の番組
- 痛快TV スカッとジャパン（フジテレビ）
  - 第90回 《母の日スカッと》「思い出ダイアリー」（2017年5月15日） - 佐原すず（少女期） 役
  - 第126回 《神店員スカッと》「急に雨が降ってきて…」（2018年5月14日）
  - 第261回 《あっという間スカッと》「恐怖画像を送り付けてくる男」（2022年1月31日）
- レギュラー番組への道 ヒロイン誕生!朝ドラな女たち「婦人運動家 市川房枝×伊礼姫奈」（2022年1月21日、NHK BSプレミアム） - 市川房枝 役[45]
- エンタメ情報ステーション「土曜のトオルとカヲル」（2023年3月18日・3月25日・4月1日、BS松竹東急）

### 映画
- ヒロイン失格（2015年9月19日、ワーナー・ブラザーズ） - 松崎はとり（幼少期） 役
- カノン（2016年10月1日、KADOKAWA）
- まく子（2019年3月15日、日活） - 神谷マナ 役
- ファミマを曲がれば私のおうち（2019年6月1日、Brillia SHORTSHORTS THEATER） - 主演・佐野みづき 役[46] ※ショートフィルム
- マイ・ブロークン・マリコ（2022年9月30日、ハピネットファントム・スタジオ）[1] - 石崎理央 役
- 追想ジャーニー（2022年11月11日、セブンフィルム） - ひまり 役[47][48]
- ちひろさん（2023年2月23日、アスミック・エース） - 美晴 役[49]
- 私の卒業-第4期-「18歳、つむぎます」、ティ・ジョイ）- 主演・上山愛理 役[50]
- この小さな手（2023年4月8日、フルモテルモ） - 葉山舞香 役[51][52]
- 劇場版 推しが武道館いってくれたら死ぬ（2023年5月12日、ポニーキャニオン） - 市井舞菜 役[53][54]
- シンデレラガール（2023年11月18日、ミカタ・エンタテイメント） - 主演・佐々木音羽 役[55]
- 私が私である場所（2023年12月8日、ミカタ・エンタテインメント）[56]
- 毒娘（2024年4月5日、クロックワークス）- ちーちゃん 役[57][58]
- 違国日記（2024年6月7日、東京テアトル / ショウゲート） - 森本千世 役[59][60]
- 爆上戦隊ブンブンジャー 劇場BOON! プロミス・ザ・サーキット（2024年7月26日、東映） - ニコーラ・キードアー 役[61][62]
- MIRRORLIAR FILMS Season6「カフネの祈り」（2024年12月13日） - 主演[63]
- ふしぎ駄菓子屋 銭天堂（2024年12月13日、東宝） - 如月百合子 役[64][65]

### 舞台
- ワタナベエンターテインメント Diverse Theater 第2弾『Too young』（2025年11月13日 - 24日〈予定〉、紀伊國屋ホール）[66]

### オリジナルビデオ
- 爆上戦隊ブンブンジャーVSキングオージャー（2025年10月29日、東映ビデオ） - ニコーラ・キードアー 役[67]

### CM
- パナソニック 「ふだんプレミアム」シリーズ 「見せるキッチン」編 他（2015年）
- スマートニュース「家族の会話」編（2021年）
- 森永製菓 inゼリー×鬼滅の刃 「勉強に全集中」 編（2021年）
- 日本国際工科専門学校 ひとり1人の夢に、ITで未来をつなぐ力を。（2021年）[1]
- 代々木ゼミナール 「湧きあがれ、合格力。」(2022年)[1]
- 日本漢字能力検定協会 漢検「学びたいって、希望だ。」中高生編（2022年）[1]
- 日本図書普及株式会社 図書カードNEXT 「上京」篇、「もらっちゃった」篇、「好きだって」篇、「人生にも厚みを」篇 - ヤーマ 役（豊嶋花、上田航平（ゾフィー）と共演[68]）
  - 2022年春[2]
  - 2025年2月末 -  [68]
- 裏少年サンデーコミックス「ザッケン!」1巻PR ショートムービー（2022年） - 主演・ゆかり 役[69]
- パナソニック DIGA「ネット動画のように 流行りもの好き」篇 他（2022年）
- パナソニック VIERA「音でもっとスゴくなる」篇 他（2022年）
- JTB 「いよいよ海外旅行はじまる」「フォトジェニック」編 「グルメ」編（2023年）[70]

### MV
- 荒井麻珠「Always」 - YouTube（2021年10月1日）[71]
- カンザキイオリ「爆弾」 - YouTube（2021年11月19日）
- yutori「スイミー」 - YouTube（2022年7月22日）[72]）[73]
- 秦基博「Paint Like a Child」 - YouTube（2023年3月13日）[74]

### オーディオドラマ
- 清く正しく美しくない恋をしていた（2021年9月10日 - 10月8日、全5話、NUMA） - 水野清（中学生時代） 役[75]
- 色のない世界で、君と（2021年11月22日 - 2022年1月17日、全9話、Spotify） - 東なるみ 役[76]

### スチール・広告
- ABCマート（2012年）
- FREAK'S STORE×サウベニアCollection（2022年）
- GLOBAL WORK「AND YUA ANY」（2022年）

### カバーモデル
- indigo la End Digital Single「そのままの冷たさで」（2022年8月19日、Slowly Records）

### WEB
- TALENT DATABANK 「伊礼姫奈、アイドル役に驚きも「一生懸命頑張ったダンスが形になって感動。歌も見た目も内容も、色んな魅力が詰まった作品になっています」＜ドラマ『推しが武道館いってくれたら死ぬ』＞ （2022年10月25日、タレントデータバンク）
- GirlsNews 「伊礼姫奈インタビュー】“推し武道”舞菜役で注目　“やめたい”としか思ってなかった中学生時代から“芝居をずっとやっていきたい”と思うようになった理由」（2023年03月23日、株式会社レゾリューション）
- kukka 「【伊礼姫奈：インタビュー】ヒロイン抜擢の映画『18歳、つむぎます』が3/24に公開。2023年怒涛の出演作品が控える17歳の女優は、演劇界から今もっとも視線を注がれています! （2023年03月23日、株式会社ソポブックス）
- Amuse+ 「映画「18歳、つむぎます 私の卒業 第4期」伊礼姫奈インタビュー」（2023年03月24日、Amuse）

### 参加作品
- 配信シングル 「ずっと ChamJam」（2022年10月23日、ポニーキャニオン）
- 配信シングル 「Fall in Love」（2022年10月30日、ポニーキャニオン）
- 「推しが武道館いってくれたら死ぬ」コンプリートボーカルアルバム「きみのために生きてる」（2023年5月10日、ポニーキャニオン）[77]

## 書籍

### 雑誌・新聞
- 小学一年生（2013年、小学館）
- 小学二年生（2014年、小学館）
- 女性自身 2016年 5/17号（2016年、光文社） - インタビュー